# Joyce Floridia
Joyce Floridia (Rovereto, 11 dicembre 1994) è una velista italiana.

## Biografia
Inizia con lo sport agonistico fin da piccola partendo con lo sci alpino, per poi avvicinarsi ai primi corsi di vela all'età di otto anni presso la sede della Fraglia Vela Malcesine (VR). Successivamente si trasferisce alla Fraglia Vela di Riva del Garda. Qui inizia nel 2009 la sua carriera in Laser 4.7, per passare successivamente al Laser Radial (classe olimpica).
Dal novembre 2014 al 2021 ha gareggiato per il Gruppo Sportivo Fiamme Gialle.

## Risultati
LASER RADIAL
- 1º posto campionato italiano classi olimpiche (2019)
- 1º posto campionato italiano classi olimpiche (2018)
- 1º posto campionato italiano classi olimpiche (2017)
- 1º posto campionato italiano classi olimpiche (2015)
- 1º posto campionato italiano classi olimpiche U21 (2014)
- 1º posto campionato italiano classi olimpiche U21 (2013)
- 1º posto U19 ranking lis europea EURILCA (2012)
- 1º posto U19 ranking list FIV (2012)
- 1º posto campionato italiano U19 (2012-2011)

- 2º posto campionato italiano classi olimpiche (2022)
- 2º posto campionato italiano classi olimpiche (2020)
- 2º posto Europa Cup Roses (2018)
- 2º posto campionato italiano classi olimpiche (2014)
- 2º posto campionato europeo giovanile U19 (2012)[5]

- 3º posto Coppa Italia 2021 CLASSE 49ER FX (49er)
- 3º posto campionato italiano classi olimpiche (2013)
- 3º posto European Youth Sailing Games (2011) CLASSE BYTE CII Byte_(dinghy)

- 4º posto XVIII Giochi del Mediterraneo (2018)
- 4º posto coppa europa Kiel (2017)[6]

- 5º posto al campionato del mondo U21 (2014)[7]

- 10 posto campionato europeo juniores ILCA (2012)

- 11º posto coppa del mondo Miami (2016)
- 15º posto coppa del mondo Miami (2017)
- 16º posto coppa del mondo Miami (2018)
- 20º Campionato europeo POL (2020)
- 24º Campionato del mondo JPN (2019)
- Squadra olimpica FIV 2013 - 2020

## Onorificenze
Medaglia di bronzo CONI (2015 - 2017 - 2018 - 2019)
Medaglia al valore atletico